# Рух за громадянські права афроамериканців у США

## Причини
Боротьба темношкірих за громадянські права не була для США несподіванкою, оскільки проблема була давньою. Сполучені Штати утворені як рабовласницька держава у 1776, та після скасування рабства американські лідери неодноразово намагалися позбутися ганебного минулого цілими низками законів, що, однак, не могло повністю виправити ситуацію в країні. Вибух супротиву темношкірих громадян був питанням часу. Широкий громадянський рух охопив усю країну в 1950-60-х.
Причинами розгортання боротьби стали:
1. Расова дискримінація темношкірого американського населення, особливо в південних штатах, політика сегрегації.
2. Активізація громадянської позиції афроамериканців(-ок) завдяки участі в Другій світовій війні.
3. Зростання національно-визвольної боротьби в колоніальних і залежних країнах Африки.

Під час Великої депресії та Другої світової війни проблема рівності темношкірих не була на першому місці, та після перемоги ідеї загальнонаціональної рівності встигли сколихнути суспільство.
Панівні кола США діяли за принципом, сформульованим ще в 1938 У. Ф. Джорджем, сенатором штату Джорджія: «Ми дуже ретельно дотримуємося американської конституції, але у нас вистачає розуму і хитрості, щоб не дотримуватися духу тих її виправлень і положень, що могли б вселити негру переконання в його рівності з білою людиною». Тобто, попри прийняття законів, що зрівнювали громадян у деяких правах, рівність існувала тільки на папері. Так, за рішенням Верховного суду США 1954 року роздільне навчання дітей різних рас було скасоване, проте коли чорношкірі школярі намагалися відвідувати школу, у якій навчалися білі діти, расисти вдалися до терору.
Глибокі корені пустила політична дискримінація чорних громадян США. На Півдні темношкіре населення (близько чверті всього населення регіону) не мало в Конгресі жодного представника, а на Півночі — було фактично позбавлене можливості обіймати відповідальні посади в органах влади, у поліції, національній гвардії, в армії, у комісіях з реєстрації виборців тощо. Навіть за неповними офіційними даними, в 11 південних штатах приблизно 4 мільйонів афроамериканців(-ок) після Другої світової були позбавлені виборчих прав. Расисти змушували підприємців не брати на роботу тих темношкірих, котрі намагалися зареєструватися в списках виборців. Багатьом афроамериканцям подібні спроби коштували звільнення з роботи. Знущання, а часом фізична розправа, загрожували всім, хто насмілювався порушити неписані закони расової сегрегації.

## Розвиток подій

### 1950-ті
1. Перевага мирних методів боротьби.
2. Бойкоти громадського транспорту афроамериканцями.
3. 1957 — створення Конфедерації християнського керівництва Півдня, очолюваної баптистським священником Мартіном Лютером Кінгом, яка очолила боротьбу за громадянські права.
4. Організація «рейдів свободи», «сидячих демонстрацій» проти расової дискримінації.

### 1960-ті
У 1960-х рух досяг небаченого розмаху, з південних штатів поширився на північ і захід. Від ненасильницьких форм боротьби (бойкот міського транспорту, магазинів, сегрегованих шкіл, масових демонстрації) темношкірі перейшли до стихійних повстань, що охопили багато великих міст у десятках штатів. Похід на Вашингтон у 1963 — демонстрація на захист рівноправності чорношкірих американців — зібрав 250 000 учасників. На багатьох гаслах демонстрантів — вимоги ширшого доступу до праці.
Поліція і національна гвардія жорстоко розправлялися з учасниками цих виступів, що вийшли з-під контролю афроамериканських організацій. Реакційні, расистські сили залякували біле населення погрозою чорної революції в країні.
У ході боротьби були висунуті вимоги надання чорним американцям рівних прав з білими в економічній, політичній і соціальній областях, зокрема забезпечення рівноправ'я при одержанні роботи та освіти, поліпшення житлових умов, пропорційне представництво в місцевих і федеральних органах влади. Тиск чорного руху змусив Конгрес прийняти ряд законів про громадянські права.
Літо 1967 року ознаменувалося масовими вбивствами борців за права чорних. У попередні кілька років населення чорних гетто піднімалося проти расової дискримінації і утиску. Де б не виникали вогнища боротьби, влада мала одну відповідь — кулі, сльозогінний газ та поліцейські кийки. У чорних кварталах Уоттса в Лос-Анджелесі 34 убитих, 4 000 заарештованих.
У липні 1967 в Ньюарку (штат Нью-Джерсі) вбито 26 осіб, поранено 1 200. Через тиждень п'яте за величиною місто в США Детройт стало ареною найжорстокішого насильства. 43 убитих, 2000 поранених, 7200 заарештованих, понад 4000 пожеж знищили більшу частину міста.
У 1963—1968 під час розправ з демонстрантами, що домагалися дотримання прав людини для чорношкірого населення і протестували проти війни у В'єтнамі, було убито 220 осіб.

### Мартін Лютер Кінг
Найбільш значною фігурою серед ідеологів руху став священик Мартін Лютер Кінг, лідер Конференції християнського керівництва на Півдні, відзначений за заслуги Нобелівською премією миру. Кінг був прихильником ненасильницьких дій. Під впливом боротьби чорних американців і змін, що відбувалися у світі, він прийшов до розуміння необхідності союзу афроамериканського народу і робочого руху як вирішальної умови успіху визвольної боротьби своїх співгромадян. Під керівництвом Кінга рух проти расизму оформляється організовано у виді «Конференції християнського керівництва на Півдні». У квітні 1968 у Мемфісі (штат Теннессі) Мартін Лютер Кінг був убитий. Його поховання, в якому брали участь близько 150 000 осіб, перетворилося в політичну демонстрацію протесту проти свавілля відносно чорношкірого населення.

## Наслідки
У 1964 вступив у дію закон про заборону расової дискримінації в громадських місцях. У наступному році Конгрес прийняв закон, що усунув найбільш істотні перешкоди при здійсненні представниками афроамериканської раси права на участь у виборах. Спеціальним законом у 1966 заборонена дискримінація при оренді житла. На даний момент у США права чорношкірих та білих є однаковими за законом, але випадки дискримінації та агресії проти чорношкірих досі часто трапляються .